# Ӆ
La El con cola (Ӆ ӆ; cursiva: Ӆ ӆ) es una letra de la escritura cirílica.  Su forma se deriva del  Letra cirílica el (Л л) añadiendo una cola a la pierna derecha.
Se usa en los alfabetos del idioma itelmen y idioma sami kildin, donde se encuentra entre ⟨Л⟩ y ⟨М⟩. Esta letra representa la fricativa lateral alveolar sorda /ɬ/, como la pronunciación de ⟨ll⟩ en la lengua galesa.
En khanty, se utiliza para sustituir la Ӆ como Ԯ/ɬ/.

## Códigos informáticos
| Carácter      | Ӆ                                    | Ӆ                                    | ӆ                                    | ӆ                                    |
| ------------- | ------------------------------------ | ------------------------------------ | ------------------------------------ | ------------------------------------ |
| Unicode       | LETRA MAYÚSCULA CIRÍLICA EL CON COLA | LETRA MAYÚSCULA CIRÍLICA EL CON COLA | LETRA MINÚSCULA CIRÍLICA EL CON COLA | LETRA MINÚSCULA CIRÍLICA EL CON COLA |
| Codificación  | decimal                              | hex                                  | decimal                              | hex                                  |
| Unicode       | 1221                                 | U+04C5                               | 1222                                 | U+04C6                               |
| UTF-8         | 211 133                              | D3 85                                | 211 134                              | D3 86                                |
| Ref. numérica | &#1221;                              | &#x4C5;                              | &#1222;                              | &#x4C6;                              |